# Raymond Arthur Lyttleton
Raymond Arthur Lyttleton, angleški matematik, astronom in kozmolog, * 7. maj 1911, Oldbury, grofija Worcestershire, Anglija, † 16. maj 1995.
1. 1 2  SNAC — 2010.
2. 1 2  Gran Enciclopèdia Catalana — Grup Enciclopèdia, 1968.